# Theuern (Kümmersbruck)
Theuern ist ein Ortsteil von Kümmersbruck im oberpfälzischen Landkreis Amberg-Sulzbach in Bayern.

## Lage
Das Pfarrdorf liegt südöstlich von Kümmersbruck und an der Vils, einem rechten Zufluss der Naab. Der Bahnhof Theuern lag an der Bahnstrecke Amberg–Schmidmühlen, welche stillgelegt ist.

## Geschichte

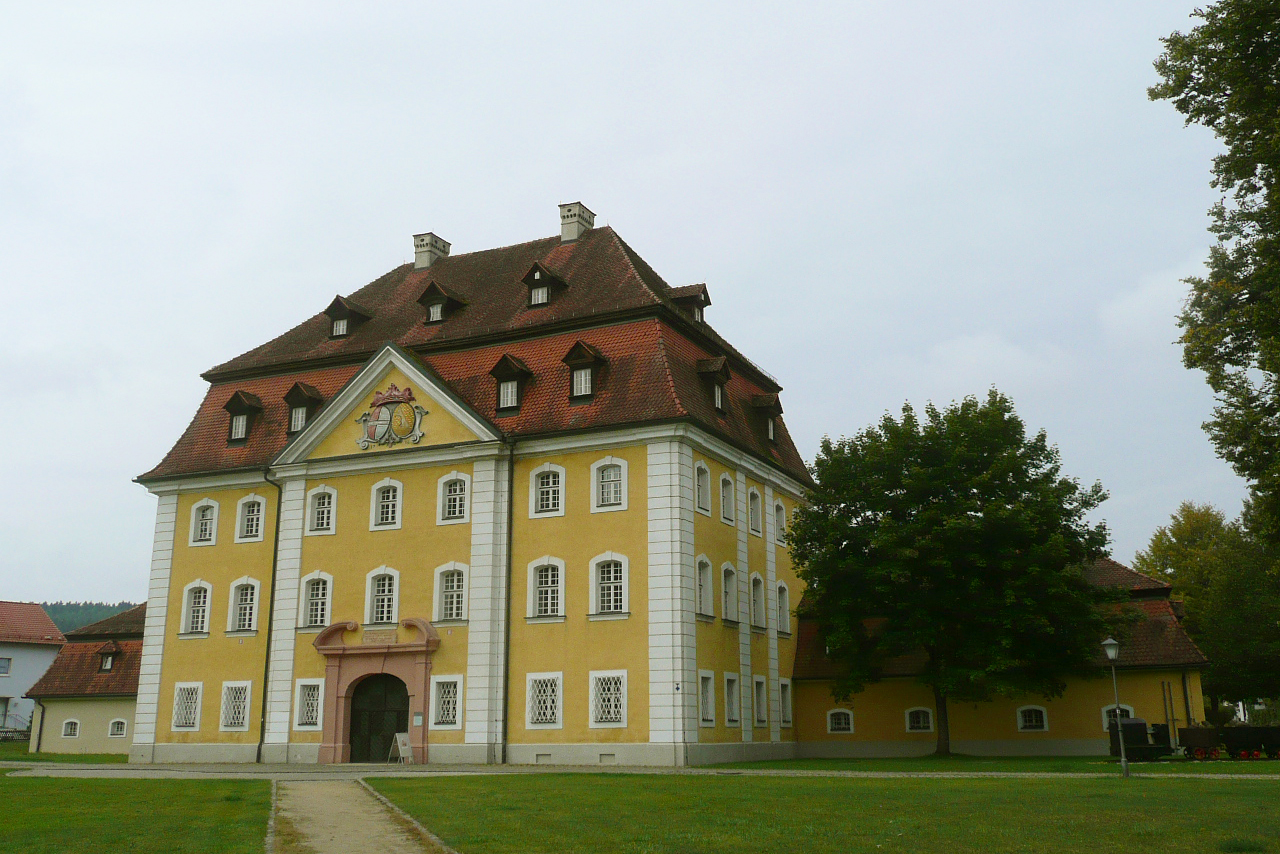
Hammerherrenschloss

Der Ort wurde erstmals 1092 urkundlich erwähnt und ist damit älter als der Kernort Kümmersbruck. Theuern zählt heute circa 1000 Einwohner. Der Ort wurde 1972 nach Kümmersbruck eingemeindet und liegt an den Waldgebieten Hirschwald und Taubenbacher Forst. Die Entfernung nach Nürnberg bzw. Regensburg beträgt jeweils 45 Minuten mit dem Auto. Im Dorf befindet sich das Bergbau- und Industriemuseum Ostbayern, das im 1781 im Barockstil erbauten Hammerherrenschloss untergebracht ist. Die Pfarrkirche Sankt Nikolaus wurde in der Mitte des 18. Jahrhunderts errichtet und 2019 renoviert. Theuern verfügt über ein Gewerbegebiet, das verkehrsgünstig an der Bundesautobahn 6 liegt.

## Sehenswürdigkeiten
In Theuern befinden sich acht Baudenkmäler, darunter die Pfarrkirche Sankt Nikolaus, das Hammerherrenschloss  (seit 1972 Bergbau- und Industriemuseum Ostbayern) und das Pfarrhaus. Als Bodendenkmal ist der Burgstall Theuern zu nennen.